# Palais Kaunitz-Wittgenstein

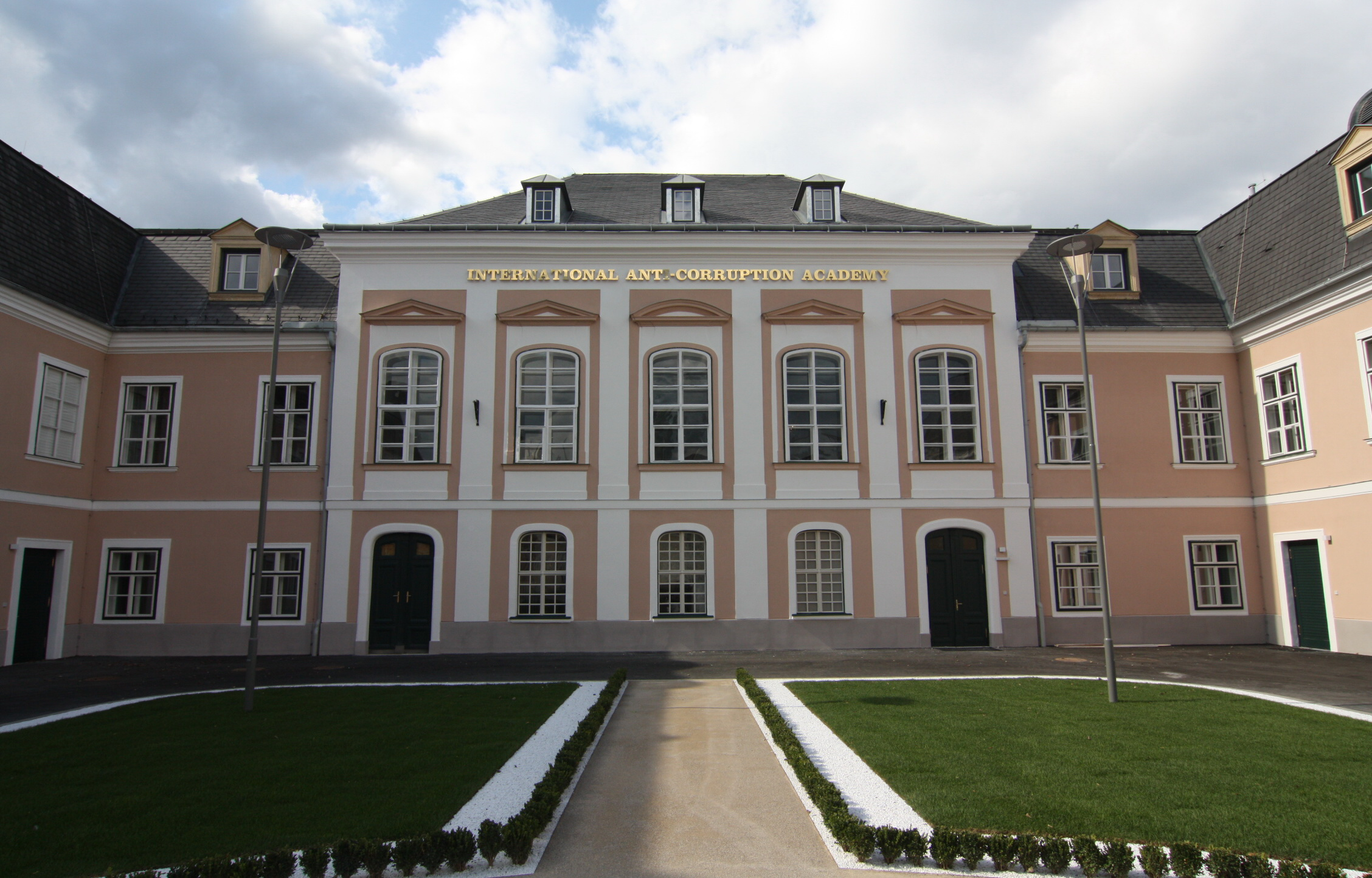
Palais Kaunitz, 2011

Das Palais Kaunitz (auch Palais Kaunitz-Wittgenstein) ist ein barockes Palais in der niederösterreichischen Marktgemeinde Laxenburg. Vermutlich durch den Architekten Domenico Martinelli geplant, diente das Palais Kaunitz mehreren Adelsfamilien als Landschloss, Museum sowie später als Schule, bevor es 2010 Sitz der Internationalen Anti-Korruptionsakademie (IACA) wurde.

## Geschichte
1695 erwarb Leopold Philipp Montecuccoli eine leerstehende Parzelle in Laxenburg, konnte das von ihm begonnene Gebäude (über das heute nichts weiter bekannt ist) jedoch bis zu seinem Tod 1698 nicht fertigstellen, weshalb seine Witwe das Grundstück an Dominik Andreas Graf Kaunitz weiterverkaufte. Unter diesem wurde das ursprünglich dreiflügelige Palais in den Jahren 1698 bis 1703 erbaut. Während über die Urheberschaft Martinellis Unklarheit besteht, ist bekannt, dass Andrea Simone Carove die Arbeiten anleitete und dass Pietro Bombelli die Steinarbeiten übernahm. Im Bauverlauf erwarb Kaunitz mehrfach angrenzende Parzellen, um sein Anwesen vergrößern zu können. Es entstand in einer Zeit, als auch die Kaiserschlösser erbaut wurden und sich der Adel in der Nähe ansiedelte.
Nach dem Tode des Erbauers im Jahr 1705 veräußerte sein Sohn Maximilian Ulrich von Kaunitz im Jahr 1722 das Palais aus ererbten Geldsorgen an Leopold Schlik zu Bassano und Weißkirchen. Nachdem dieser kurz nach dem Kauf im Jahr 1723 verstorben war, wechselte das Anwesen in rascher Folge seine Besitzer und wurde so unter anderem von den Familien Lobkowitz und Chotek von Chotkow und Wognin bewohnt. Der piemontesische Botschafter an den Kaiserhof in Wien, Luigi Canale, schließlich nutzte das Bauwerk für eine längere Zeit und stellte es auch seinem Freund, dem Hofdichter Pietro Metastasio zur Verfügung, welcher hier einen Teil der Sommer verbrachte.
1775 erwarb Wenzel Anton Kaunitz, der seine Kindheit als Sohn des Maximilian Ulrich von Kaunitz teilweise in dem Palast verbrachte, das Anwesen von Canales Witwe. In der Folgezeit wurden umfangreiche Umbauarbeiten durchgeführt, welche größtenteils bis heute erhalten sind. Im Innenraum passte Wenzel Anton Kaunitz die Ausstattung der Zeit an, so dass dieser heute dem Klassizismus zugerechnet wird. Unter den beschäftigten Künstlern war unter anderem Joseph Pichler, der die Fresken im Treppenhaus und im Festsaal gestaltete. Nach dem Tod von Wenzel Anton wiederum wurde das Palais erneut veräußert und von Franz de Paula Karl von Colloredo im Jahr 1803 erworben, der einige Anbaumaßnahmen durchführte. Da dieser bereits 1805 selbst verstarb, wechselte auch das Palais bereits recht früh erneut seinen Besitzer und wurde 1808 von Nikolaus II. Esterházy de Galantha erworben. Dieser richtete in dem Palais unter anderem ein Museum ein.
1895 wurde das Palais von der Familie Wittgenstein erworben, wobei unter anderem Klara Wittgenstein und ihre Brüder Paul Josef Gustav Wittgenstein und Ludwig „Louis“ Wittgenstein als Inhaber geführt wurden. Ab 1910 war Klara Wittgenstein die Hauptbewohnerin des Hauses. Nach ihrem Tod hinterließ Klara Wittgenstein den Palast ihrem Erben Paul Wittgenstein, der ihn im Jahr 1935 an die Barmherzigen Schwestern vom heiligen Kreuz verkaufte. Bis zum Jahr 1988 befand sich zeitweise eine Schule zur Ausbildung von Kindergartenpädagogen, sowie eine Haushaltungsschule, aber  auch eine Hauptschule mit Internat in dem Palais. Zu dem Kloster gehörte auch ein zweiter Standort in der Hinterbrühl in der Sauerstiftung, die auch eine Volksschule führte.

## Aktuelle Verwendung
Teile des Palais wurden in den Jahren vor 2010 von der Niederösterreichischen Landesimmobiliengesellschaft erworben und im Auftrag der Republik Österreich und des Landes Niederösterreich umgebaut. Sie sind heute der Standort der Internationalen Anti-Korruptionsakademie (IACA), die in Laxenburg Masterstudiengänge und Anti-Korruptions-Trainings für internationale Teilnehmer anbietet.